# العلاقات الإندونيسية الكورية الجنوبية
العلاقات الإندونيسية الكورية الجنوبية هي العلاقات الثنائية التي تجمع بين إندونيسيا وكوريا الجنوبية.

## مقارنة بين البلدين
هذه مقارنة عامة ومرجعية للدولتين:
| وجه المقارنة                                              | إندونيسيا         | كوريا الجنوبية                                                          |
| --------------------------------------------------------- | ----------------- | ----------------------------------------------------------------------- |
| المساحة (كم2)                                             | 1.90 مليون        | 100.30 ألف                                                              |
| عدد السكان (نسمة)                                         | 263.99 مليون      | 51.47 مليون                                                             |
| الكثافة السكانية (ن./كم²)                                 | 138.94            | 513.16                                                                  |
| العاصمة                                                   | جاكرتا            | سول                                                                     |
| اللغة الرسمية                                             | اللغة الإندونيسية | اللغة الكورية                                                           |
| العملة                                                    | روبية إندونيسية   | وون كوري جنوبي                                                          |
| الناتج المحلي الإجمالي (بليون دولار)                      | 1.02 تريليون      | 1.53 تريليون                                                            |
| الناتج المحلي الإجمالي (تعادل القوة الشرائية) بليون دولار | 2.85 تريليون      | 1.75 تريليون                                                            |
| الناتج المحلي الإجمالي الاسمي للفرد دولار أمريكي          | 3.35 ألف          | 27.22 ألف                                                               |
| الناتج المحلي الإجمالي للفرد دولار أمريكي                 | 10.52 ألف         |                                                                         |
| مؤشر التنمية البشرية                                      | 0.684             | 0.901                                                                   |
| رمز المكالمات الدولي                                      | +62               | +82                                                                     |
| رمز الإنترنت                                              | .id               | .kr                                                                     |
| المنطقة الزمنية                                           |                   | توقيت كوريا الجنوبية، ت ع م+09:00، آسيا/سيول ‏، ت ع م+08:00، ت ع م+08:30 |

## مدن متوأمة
في ما يلي قائمة باتفاقيات التوأمة بين مدن إندونيسية وكورية جنوبية:
- ترتبط يوغياكارتا مع Gangbuk District [الإنجليزية]‏ باتفاقية توأمة.
- ترتبط سورابايا مع بوسان باتفاقية توأمة منذ 15 فبراير 2007.[15][16][15][16]
- ترتبط باندونغ مع سوون باتفاقية توأمة منذ 1960.
- ترتبط جاكرتا مع سول باتفاقية توأمة منذ 23 أكتوبر 1989.
- ترتبط ميدان مع غوانغجو باتفاقية توأمة.

## منظمات دولية مشتركة
يشترك البلدان في عضوية مجموعة من المنظمات الدولية، منها:
| علم المنظمة | اسم المنظمة                                                | تاريخ انضمام إندونيسيا | تاريخ انضمام كوريا الجنوبية |
| ----------- | ---------------------------------------------------------- | ---------------------- | --------------------------- |
|             | مؤسسة التمويل الدولية                                      | 23 أبريل 1968          | 16 مارس 1964                |
|             | يونسكو                                                     | 27 مايو 1950           | 14 يونيو 1950               |
|             | العملية المشتركة للاتحاد الأفريقي والأمم المتحدة في دارفور | ?                      | ?                           |
|             | مؤسسة التنمية الدولية                                      | 20 أغسطس 1968          | 18 مايو 1961                |
|             | المركز الدولي لتسوية المنازعات الاستشارية                  | 28 أكتوبر 1968         | 23 مارس 1967                |
|             | وكالة ضمان الاستثمار متعدد الأطراف                         | 12 أبريل 1988          | 12 أبريل 1988               |
|             | منتدى التعاون الاقتصادي لدول آسيا والمحيط الهادئ           | 6 نوفمبر 1989          | 6 نوفمبر 1989               |
|             | منظمة حظر الأسلحة الكيميائية                               | ?                      | ?                           |
|             | الأمم المتحدة                                              | 28 سبتمبر 1950         | 17 سبتمبر 1991              |
|             | منظمة الشرطة الجنائية الدولية                              | 5 أكتوبر 1954          | ?                           |
|             | منتدى آسيان الإقليمي ‏                                      | ?                      | ?                           |
|             | مجموعة العشرين                                             | ?                      | ?                           |
|             | البنك الدولي للإنشاء والتعمير                              | 13 أبريل 1967          | 26 أغسطس 1955               |
|             | الفريق المعني برصد الأرض                                   | ?                      | ?                           |
|             | الاتحاد البريدي العالمي                                    | ?                      | ?                           |
|             | منظمة التجارة العالمية                                     | ?                      | ?                           |
|             | المنظمة الهيدروغرافية الدولية                              | ?                      | ?                           |
|             | بنك التنمية الآسيوي                                        | 1966                   | 1966                        |

## وصلات خارجية
- موقع وزارة الخارجية الإندونيسية
- موقع وزارة الخارجية الكورية الجنوبية